# Hermann von Liebenau
Hermann von Liebenau (* 3. Oktober 1807 im Knutwiler Bad; † 28. Juli 1874 in Luzern) war ein Schweizer Geschichtsforscher, Schriftsteller und Arzt.

## Leben
Von Liebenau war ein Sohn des Freiherrn Joseph von Laßberg und der verwitweten Fürstin Elisabeth zu Fürstenberg. Nach der Geburt wurde er dem Arzt Philipp Lüthard in Reiden als Pflegesohn übergeben. Nach Studien auf deutschen und österreichischen Universitäten erlangte er 1836 an der Universität Bern die Promotion eines Dr. med.
Er war literarisch tätig zu historischen Stoffen, vor allem der Alten Eidgenossenschaft. Nach zweimaligem längerem Aufenthalt im Schloss Eppishausen bei seinem Vater war er 1837 nach Luzern gekommen. Von 1855 bis 1860 war er als Oberarzt im römischen Kriegsdienst. Nach einigen Schriften zur Tagesgeschichte, von welchen besonders: Der Aprilgang der Freischaaren aufgeführt im Jahre 1845 gen Luzern, schon im Titel die politische Auffassung des Verfassers bestimmt darlegt, wandte sich Liebenau der mittelalterlichen Geschichte zu. Zuerst erschien 1846 in Luzern: Versuch einer urkundlichen Darstellung des reichsfreien Stiftes Engelberg St. Benedicten-Ordens in der Schweiz, XII. und XIII. Jahrhundert. Er schrieb Beiträge zu den durch Joseph Eutych Kopp herausgegebenen Geschichtsblättern und in den Mitteilungen der zürcherischen antiquarischen Gesellschaft, bekannt wurde: Die Winkelriede von Stans, bis auf Arnold Winkelried, den Helden von Sempach.
Ferner schrieb er Beiträge im Anzeiger für österreichische Geschichte, zu ähnlichen schweizerischen historischen Notizblättern, und weitere. Er verfasste zuerst in zwei Neujahrsblättern aus der Urschweiz Abhandlungen zur Entstehungsgeschichte der Eidgenossenschaft: Die Ursachen der Entstehung der Eidgenossenschaft und Förderung der Eidgenossenschaft durch des Hauses Habsburg innere Verhältnisse und führte 1864 dies in dem Buch Die Tell-Sage zu dem Jahre 1230 näher aus. Auf Winkelried kam er 1862 in der in Aarau erschienenen Schrift Arnold Winkelried, seine Zeit und seine That, ein historisches Bild nach den neuesten Forschungen eingehend zurück.
Seine letzten Jahre widmete er, unterstützt von seinem Sohn Theodor von Liebenau, den Forschungen zur Lebensgeschichte der Königin Agnes von Ungarn, der letzten Habsburgerin des erlauchten Stammhauses im Aargau, und über die Geschichte des St. Gotthardpasses Urkunden und Regesten zur Geschichte des St. Gotthardpasses. Hermann von Liebenau betätigte sich vereinzelt auch als belletristischer Schriftsteller in Zeitschriften. Er war verheiratet mit Jakobea Pfyffer von Altishofen. Auch seine Tochter Anna von Liebenau war schriftstellerisch tätig.
Als Arzt betreute er auf der Burg Meersburg seines Vaters dessen Schwägerin, die Dichterin Annette von Droste-Hülshoff, bis zu ihrem Tod am 24. Mai 1848.